# Law & Order - I due volti della giustizia
Law & Order - I due volti della giustizia (Law & Order) è una serie televisiva statunitense creata da Dick Wolf e trasmessa dal 1990 al 2010 e nuovamente dal 2022 sul canale NBC. 
È una delle serie televisive statunitensi più longeve, superando Bonanza (1959-1973), Dallas (1978-1992) e California (1979-1993) con sei stagioni in meno e pari merito per numero di stagioni con Gunsmoke (1955-1975) quest'ultima tuttavia con circa 200 episodi in più. La serie è stata superata da I Simpson (in onda ininterrottamente dal 1989) e dallo stesso spin off Law & Order - Unità vittime speciali.
La longevità e la popolarità avute negli anni hanno permesso a Wolf di generare un franchise, comprendente otto spin off (Law & Order - Unità vittime speciali, Law & Order: Criminal Intent, Law & Order - Il verdetto, Conviction, Law & Order: LA, Law & Order True Crime, Law & Order: Organized Crime e Law & Order Toronto: Criminal Intent), un film per la televisione (Omicidio a Manhattan), un remake anglosassone (Law & Order: UK) e uno francese (Law & Order: Criminal Intent Parigi).
In Italia, la serie originale è stata trasmessa interamente dalle reti Rai 2 e Rai 3 tra il 1993 e il 2013.
Il 28 settembre 2021, dopo undici anni dalla precedente messa in onda, la NBC ha deciso di rimettere in produzione la serie.
In Italia, le nuove stagioni sono in onda in prima visione su Sky Investigation e in chiaro su Top Crime.

## Trama
(Introduzione agli episodi di Law & Order - I due volti della giustizia nella versione originale (recitata all'inizio di ogni episodio da Steven Zirnkilton) e nella versione localizzata in italiano, nella quale la parola "popolo" è modificata in "stato".)
Ogni episodio si può dividere idealmente in due parti. Inizialmente la storia segue le indagini di due investigatori della Polizia di New York, coordinati dal loro superiore, riguardo ad un omicidio o (talvolta) ad un tentato omicidio. Una volta assicurato il colpevole alla giustizia la scena si sposta nelle aule di tribunale in cui una coppia di magistrati, coordinati dal Procuratore capo, si occupa di far condannare l'imputato. Gli episodi si concludono con una riflessione sui casi trattati e sulle conseguenze della sentenza nella vita quotidiana dei cittadini visto che, nel sistema giudiziario Common Law, le sentenze valgono come fonti di diritto.
Non sempre la giuria emette un verdetto di colpevolezza, a volte l'imputato, nonostante tutto, viene ritenuto innocente. Spesso in questi casi si tratta di episodi che trattano di temi delicati come il razzismo, l'antisemitismo, la vendetta privata di un torto subito. Altre volte un familiare o una persona vicina al colpevole si addossa la colpa dell'omicidio per "salvare" l'imputato.

## Episodi
La serie è andata in onda in prima visione in Italia su Rai 2 e Rai 3, ma quattro episodi non sono stati inizialmente trasmessi in chiaro, sono andati in onda solo successivamente sul canale satellitare Fox Crime: gli episodi 5x19, 13x12, 13x24 e 14x13. Questi quattro episodi sono stati poi trasmessi nel 2013 dal canale in chiaro ClassTV.
Il 10 maggio 2022 la serie è stata rinnovata per una ventiduesima stagione.
| Stagione                  | Episodi | Prima TV originale | Prima TV Italia |
| ------------------------- | ------- | ------------------ | --------------- |
| Prima stagione            | 22      | 1990-1991          | 1993-1995       |
| Seconda stagione          | 22      | 1991-1992          | 1995-1997       |
| Terza stagione            | 22      | 1992-1993          | 1997-1998       |
| Quarta stagione           | 22      | 1993-1994          | 1998            |
| Quinta stagione           | 23      | 1994-1995          | 1998            |
| Sesta stagione            | 23      | 1995-1996          | 1998-2001       |
| Settima stagione          | 23      | 1996-1997          | 1998-2001       |
| Ottava stagione           | 24      | 1997-1998          | 1999-2001       |
| Nona stagione             | 24      | 1998-1999          | 2000-2001       |
| Decima stagione           | 24      | 1999-2000          | 2001-2003       |
| Undicesima stagione       | 24      | 2000-2001          | 2003            |
| Dodicesima stagione       | 24      | 2001-2002          | 2004-2007       |
| Tredicesima stagione      | 24      | 2002-2003          | 2007-2010       |
| Quattordicesima stagione  | 24      | 2003-2004          | 2007-2010       |
| Quindicesima stagione     | 24      | 2004-2005          | 2007-2009       |
| Sedicesima stagione       | 22      | 2005-2006          | 2009-2010       |
| Diciassettesima stagione  | 22      | 2006-2007          | 2010            |
| Diciottesima stagione     | 18      | 2008               | 2012            |
| Diciannovesima stagione   | 22      | 2008-2009          | 2012            |
| Ventesima stagione        | 23      | 2009-2010          | 2013            |
| Ventunesima stagione      | 10      | 2022               | 2022            |
| Ventiduesima stagione     | 22      | 2022-2023          | 2023            |
| Ventitreesima stagione    | 13      | 2024               | 2024            |
| Ventiquattresima stagione | 22      | 2024-2025          | inedita         |

## Personaggi e interpreti
Il cast originale era composto da George Dzundza (Max Greevey), Chris Noth (Mike Logan), Dann Florek (Donald Cragen), Michael Moriarty (Ben Stone), Richard Brooks (Paul Robinette), Steven Hill (Adam Schiff) e Roy Thinnes (Alfred Wenthwort). Thinnes apparve solo nell'episodio 1x06 (Un caso di corruzione). L'episodio è il pilota della serie girato nel 1988 e presentato al network CBS (dopo che la Fox, senza che un pilota fosse stato girato, aveva ordinato 13 episodi ritirando poi questa decisione), che lo rifiutò. Infine fu la NBC ad ordinare la produzione della serie intera, ma decise di non usare il pilota come primo episodio, facendone spostare la trasmissione come sesto episodio della serie.
Nella seconda stagione avvengono i primi cambiamenti. Esce di scena George Dzundza. A sostituirlo è Paul Sorvino, che interpreta il sergente Philip Cerreta.
Nella terza stagione, più precisamente nel nono episodio, Sorvino lascia il posto a Jerry Orbach nei panni del detective Lennie Briscoe, che resterà nella memoria dei telespettatori come uno dei personaggi più longevi e amati della serie. Prima di interpretare Briscoe, Orbach comparve per la prima volta nel secondo episodio della seconda stagione, Il prezzo dell'amore, interpretando l'avvocato difensore di una donna accusata di omicidio.
La quarta stagione si apre con due new entry. Infatti lasciano la serie Richard Brooks e Dann Florek, che vengono rispettivamente sostituiti da Jill Hennessy, che interpreta l'assistente procuratore Claire Kinkaid e S. Epatha Merkerson che impersona il tenente Anita Van Buren. La Merkerson è l'attrice più longeva in assoluto della serie, avendo interpretato il tenente Van Buren per 17 anni, dalla quarta alla ventesima stagione, per un totale di 391 episodi. Prima di impersonare il tenente Van Buren, comparve nel diciassettesimo episodio della prima stagione, Tragico errore, interpretando la madre di un neonato ucciso per errore.
Esce di scena al termine della quarta stagione Michael Moriarty che verrà sostituito da Sam Waterston, interprete di Jack McCoy. Waterston è un altro attore longevo della serie, avendola interpretata per 16 anni e 368 episodi, dalla quinta alla ventesima stagione. Nella diciottesima stagione il suo personaggio salirà di grado, diventando Procuratore distrettuale. Appare come guest star Dann Florek, che reinterpreta il capitano Donald Cragen.
Nella sesta stagione non ci sarà più Chris Noth, uscito di scena al termine della quinta stagione. Benjamin Bratt è il suo sostituto, interpretando il detective Ray Curtis. Ritorna come guest star Richard Brooks.
Nella settima stagione si aggiunge al cast Carey Lowell, che interpreta l'assistente procuratore Jamie Ross, sostituendo Jill Hennessy. La nona stagione vede l'uscita di scena della Lowell e l'aggiunta al cast di Angie Harmon, che impersonerà l'assistente procuratore Abby Carmichael.
Nella decima stagione Benjamin Bratt viene quindi sostituito da Jesse L. Martin, impersonando il detective Eddie Green. Ritornano in qualità di guest star Dann Florek e Carey Lowell.
L'undicesima stagione vede l'uscita di scena dell'ultimo dei volti storici della serie, Steven Hill. Per sostituirlo viene ingaggiata Dianne Wiest, nel ruolo del procuratore distrettuale Nora Lewin. Ritorna in qualità di guest star Carey Lowell.
Esce di scena nell'undicesima stagione Angie Harmon e viene rimpiazzata da Elisabeth Röhm, che impersonerà l'assistente procuratore Serena Southerlyn.
La tredicesima stagione si apre con l'entrata in scena di Fred Dalton Thompson, che interpreta il procuratore distrettuale Arthur Branch, in sostituzione di Dianne Wiest.
Nella quindicesima stagione avvengono numerosi cambiamenti. Esce di scena dopo dodici anni Jerry Orbach. Viene sostituito da Dennis Farina, interprete del detective Joe Fontana. Nel tredicesimo episodio Elisabeth Röhm abbandona la serie lasciando il posto ad Annie Parisse (che era già apparsa nel 22º episodio della dodicesima stagione come ballerina di un night club) interprete dell'assistente procuratore Alexandra Borgia.
Per coprire la temporanea assenza di Jesse L. Martin, viene ingaggiato l'attore Michael Imperioli, che negli ultimi quattro episodi interpreterà il detective Nick Falco. Ritorna il personaggio di Donald Cragen, interpretato dalla guest star Dann Florek.
Nella sedicesima stagione ritorna stabilmente Jesse L. Martin e ricompare come guest star Michael Imperioli. Al termine di questa stagione, escono di scena Dennis Farina e Annie Parisse e vengono sostituiti rispettivamente da Milena Govich e Alana de la Garza, che interpretano la detective Nina Cassidy e l'assistente procuratore Connie Rubirosa. In questa stagione ritorna la guest star Richard Brooks.
Al termine della diciassettesima stagione, escono di scena Milena Govich e Fred Dalton Thompson. Verranno sostituiti da Jeremy Sisto e Linus Roache, interpreti del detective Cyrus Lupo e del vice procuratore Michael Cutter (procuratore lo diventerà Jack McCoy). Nel quindicesimo episodio della diciottesima stagione esce di scena Jesse L. Martin, che viene sostituito da Anthony Anderson, interprete del detective Kevin Bernard. Anche in questa stagione compare come guest star Richard Brooks. Prima di interpretare il detective Lupo, Sisto comparve come avvocato difensore di un omicida nell'ultimo episodio della diciassettesima stagione, Una bella famiglia; analogamente, Anderson apparve nel ventesimo episodio della settima stagione di Law & Order - Unità vittime speciali come Lucius Blaine, nuovo partner del detective Stabler.
Durante la ventesima stagione torna come guest star Benjamin Bratt, riprendendo il ruolo di Ray Curtis. Il cast finale della serie è composto da Jeremy Sisto (Cyrus Lupo), Anthony Anderson (Kevin Bernard), S. Epatha Merkerson (Anita Van Buren), Linus Roache (Michael Cutter), Alana de la Garza (Connie Rubirosa) e Sam Waterston (Jack McCoy).
Nella ventunesima il cast è composto da Anthony Anderson (Kevin Bernard), Jeffrey Donovan (Frank Cosgrove), Camryn Manheim (Kate Dixon), Odelya Halevi (Samantha Maroun), Hugh Dancy (Nathan Price), Sam Waterston (Jack McCoy).
Nella ventiduesima stagione esce di scena Anthony Anderson e viene sostituito da Mehcad Brooks nel ruolo di Jalen Shaw. Nella ventitreesima stagione invece esce di scena Jeffrey Donovan e viene sostituito da Reid Scott nel ruolo di Vincent Riley, seguito da Sam Waterston che viene sostituito dopo 19 stagioni da Tony Goldwyn. Nella ventiquattresima stagione esce di scena Camryn Manheim che viene sostituita da Maura Tierney nel ruolo di Jessica Brady. 

### Personaggi principali
- Sergente Max Greevey (st. 1), interpretato da George Dzundza, doppiato da Franco Zucca.
- Detective Mike Logan (st. 1-5), interpretato da Chris Noth, doppiato da Gino La Monica.
- Capitano Donald "Don" Cragen (st. 1-3, guest 5, 10 e 15), interpretato da Dann Florek, doppiato da Gianni Giuliano.
- Viceprocuratore Benjamin "Ben" Stone (st. 1-4), interpretato da Michael Moriarty, doppiato da Carlo Cosolo.
- Assistente procuratore Paul Robinette (st. 1-3, guest 6, 16-17), interpretato da Richard Brooks, doppiato da Rodolfo Bianchi.
- Procuratore distrettuale Adam Schiff (st. 1-10), interpretato da Steven Hill, doppiato da Bruno Alessandro (st. 1-7) e da Sergio Fiorentini (st. 8-10).
- Sergente Philip Cerreta (st. 2-3), interpretato da Paul Sorvino, doppiato da Stefano De Sando.
- Dr.ssa Elizabeth Olivett (stagioni 3-4[3], guest 2, 5-7, 9-10, 13-20), interpretata da Carolyn McCormick, doppiata da Alessandra Korompay.
- Detective Lennie Briscoe (st. 3-14), interpretato da Jerry Orbach, doppiato da Franco Zucca.
- Tenente Anita Van Buren (st. 4-20), interpretata da S. Epatha Merkerson, doppiata da Susanna Javicoli (st. 4-10) e da Renata Biserni (st. 11-20).
- Assistente procuratore Claire Kincaid (st. 4-6), interpretata da Jill Hennessy, doppiata da Claudia Catani.
- Viceprocuratore prima, poi procuratore capo Jack McCoy (st. 5-23), interpretato da Sam Waterston, doppiato da Saverio Moriones (st. 5-20), da Toni Garrani (st. 21-22) e da Antonio Sanna (st. 23).
- Detective Rey Curtis (st. 6-9, guest 20), interpretato da Benjamin Bratt, doppiato da Luca Ward.
- Assistente procuratore Jamie Ross (st. 7-8, guest 10-11, 21), interpretata da Carey Lowell, doppiata da Alessandra Cassioli.
- Assistente procuratore Abbie Carmichael (st. 9-11), interpretata da Angie Harmon, doppiata da Laura Boccanera.
- Detective Eddie Green (st. 10-18), interpretato da Jesse L. Martin, doppiato da Paolo Buglioni.
- Procuratore distrettuale Nora Lewin (st. 11-12), interpretata da Dianne Wiest, doppiata da Vittoria Febbi.
- Assistente procuratore Serena Southerlyn (st. 12-15), interpretata da Elisabeth Röhm, doppiata da Roberta Pellini.
- Procuratore distrettuale Arthur Branch (st. 13-17), interpretato da Fred Dalton Thompson, doppiato da Luciano De Ambrosis.
- Detective Joe Fontana (st. 15-16), interpretato da Dennis Farina, doppiato da Diego Reggente.
- Detective Nick Falco (st. 15, guest 16), interpretato da Michael Imperioli, doppiato da Francesco Prando.
- Assistente procuratore Alexandra Borgia (st. 15-16), interpretata da Annie Parisse, doppiata da Claudia Catani.
- Detective Nina Cassady (st. 17), interpretata da Milena Govich, doppiata da Chiara Colizzi.
- Assistente procuratore Connie Rubirosa (st. 17-20), interpretata da Alana de la Garza, doppiata da Alessandra Cassioli.
- Detective Cyrus Lupo (st. 18-20), interpretato da Jeremy Sisto, doppiato da Fabio Boccanera.
- Viceprocuratore Michael Cutter (st. 18-20), interpretato da Linus Roache, doppiato da Mauro Gravina.
- Detective Kevin Bernard (st. 18-21), interpretato da Anthony Anderson, doppiato da Fabrizio Vidale.
- Detective Frank Cosgrove (st. 21-22), interpretato da Jeffrey Donovan, doppiato da Stefano Thermes.
- Tenente Kate Dixon (st. 21-23), interpretato da Camryn Manheim, doppiata da Cinzia De Carolis.
- Viceprocuratore Nolan Price (st. 21-in corso), interpretato da Hugh Dancy, doppiato da Leonardo Graziano.
- Assistente procuratore Samantha Maroun (st. 21-in corso), interpretata da Odelya Halevi, doppiata da Benedetta Degli Innocenti.
- Detective Jalen Shaw (st. 22-in corso), interpretato da Mehcad Brooks, doppiato da Stefano Crescentini.
- Detective Vincent Riley (st. 23-in corso), interpretato da Reid Scott, doppiato da Alessio Cigliano.
- Procuratore distrettuale Nicholas Baxter (st. 23-in corso), interpretato da Tony Goldwyn, doppiato da Stefano Benassi.
- Tenente Jessica Brady (st. 24-in corso), interpretata da Maura Tierney.

### Personaggi secondari
- Detective Tony Profaci (st. 1-9), interpretato da John Fiore, doppiato da Saverio Indrio.
- Avvocato Shambala Green (st. 1-4 e 14), interpretata da Lorraine Toussaint, doppiata da Claudia Balboni.
- Giudice Grace Larkin (st. 1-8), interpretata da Rochelle Olivier.
- Giudice Margaret Barry (st. 1-11), interpretata da Doris Belack.
- Giudice Harriet Doremus (st. 1-15), interpretata da Barbara Spiegel, doppiata da Aurora Cancian.
- Giudice Michael Callahan (st. 1-11), interpretato da Bernie McInerney, doppiato da Dante Biagioni.
- Giudice Henry Filmore (st. 1-8), interpretato da William Severs, doppiato da Dante Biagioni.
- Giudice Andrew Barsky (st. 1-7), interpretato da Fred J. Scollary.
- Bill Patton (st. 1-10), interpretato da Bill Moor, doppiato da Diego Reggente.
- Giudice Eric Caffey (st. 1-8), interpretato da John Newton.
- Dr.ssa Elizabeth Rodgers (st. 2-20), interpretata da Leslie Hendrix, doppiata da Stefania Romagnoli e da Anna Cesareni (solo nell'episodio 4x22).
- Giudice Rebecca Stein (st. 2-8), interpretata da Joan Copeland.
- Giudice Herman Mooney (st. 2-8), interpretato da Ben Hammer, doppiato da Dante Biagioni (episodi 2x02, 8x12, 12x20) e da Dario De Grassi (episodi 3x02, 4x05, 4x18, 5x09, 6x05, 7x06).
- Arleen Shrier (st. 2-10), interpretata da Christine Farrell.
- Avvocato Danielle Melnick (st. 2-17), interpretata da Tovah Feldshuh, doppiata da Fabrizia Castagnoli.
- Giudice Rebecca Steinmann (st. 2-14), interpretata da Susan Blommaert, doppiata principalmente da Serena Spaziani (episodio 2x05) e da Aurora Cancian (episodi 10x12, 13x03).
- Douglas Greer (st. 2-11), interpretato da Richard Venture.
- Giudice Randall Welch (st. 2-5), interpretato da Mark Hammer.
- Giudice Ari Wexmann (st. 2-8), interpretato da Kurt Knudson.
- Giudice Walter Shreiber (st. 2-11), interpretato da John Ramsey.
- Giudice Alan Berman (st. 2-14), interpretato da David Rosenbaum.
- Giudice Robert Quinn (st. 2-12), interpretato da Roger Serbagi.
- Giudice Morris Torledsky (st. 2-16), interpretato da David Lipman, doppiato da Gil Baroni.
- Giudice Lisa Pongracic (st. 3-16), interpretata da Charlotte Colavin, doppiata da Aurora Cancian.
- Giudice Elizabeth Mizener (st. 4-16), interpretata da Lynn Cohen, doppiata da Graziella Polesinanti.
- Professor Norman Rothermberg (st. 4-14), interpretato da Jeffrey DeMunn, doppiato da Oliviero Dinelli.
- Giudice Pamela Jensen (st. 4-13), interpretata da Norma Fire.
- Helen Brolin (st. 4-13), interpretata da Maria Tucci, doppiata da Aurora Cancian.
- Avvocato Lawrence Weaver (st. 4-12), interpretato da Bob Dishy, doppiato da Pietro Biondi.
- Giudice Joseph Rivera (st. 5-6, 11-12), interpretato da Shawn Elliott.
- Giudice Colin Fraser (st. 5-14), interpretato da Larry Sherman, doppiato da Dante Biagioni.
- Giudice Maria Gange (st. 5-10), interpretata da DeAnn Mears.
- Giudice Daniel Scarletti (st. 5-12), interpretato da Ted Kazanoff.
- Gia (st. 5-8), interpretata da Gia Galeano, doppiata da Valeria Perilli.
- Giudice Mark Kramer (st. 5, 12-20), interpretato da Stephen McKinley Henderson, doppiato da Fabrizio Temperini.
- Giudice Lawrence McNeil (st. 6-16), interpretato da Helmar Augustus Cooper, doppiato da Diego Reggente (st. 6-14) e da ??? (st. 15-16).
- Peter Behrens (st. 6-12), interpretato da Tom O'Rourke.
- Giudice Deborah Burke (st. 7-14), interpretata da Donna Hanover, doppiata da Angiola Baggi.
- Dr. Emil Skoda (st. 8-20), interpretato da J. K. Simmons, doppiato da Ambrogio Colombo.
- Dr. Brody (st. 12-16), interpretato da Richard Hirschfield, doppiato da Silvio Anselmo.

## Produzione
Originariamente la serie doveva essere ambientata a Los Angeles, poi Dick Wolf ha deciso di girarla a New York. Il network aveva promesso a Dick Wolf una ventunesima stagione di sedici episodi sia per battere il record di serie più longeva sia per dare un degno finale alla serie, ma il 15 maggio 2010 la NBC ha ufficialmente cancellato la serie.
Il 28 settembre 2021 è stato annunciato dalla NBC che lo show sarebbe ritornato per una ventunesima stagione.

## Spin-off
La longeva serie ha dato origine a sette spin-off: Law & Order - Unità vittime speciali, Law & Order: Criminal Intent, Law & Order - Il verdetto, Conviction, Law & Order: LA, Law & Order True Crime e Law & Order: Organized Crime.

## Adattamenti stranieri
Oltre agli spin-off prodotti dalla stessa NBC, negli anni sono stati realizzati anche accordi internazionali per produrre versioni estere della serie. Nel 2007 sono state prodotte la serie francese Law & Order Criminal Intent: Parigi, trasmessa in Francia sul canale TF1 dal 3 marzo 2007 e in Italia da Fox Crime, e la serie russa Закон и Порядок: Отдел Оперативных Расследований (ispirata a Law & Order - Unità vittime speciali), trasmessa sul canale russo NTV. Inoltre, nel Regno Unito dal 23 febbraio 2009 è trasmessa anche la serie Law & Order: UK, sul canale ITV, trasmessa in Italia su Giallo.